# Born Slippy
Born Slippy is een nummer van het Britse dance-project Underworld.

## Achtergrond
De oorspronkelijke versie uit mei 1995 bevat geen zang. De bekendste versie van het nummer is de versie mét zang uit juli 1996, genaamd Born Slippy .NUXX. Deze versie werd een danshit in een aantal Europese landen nadat het deel uitmaakte van de soundtrack van de film Trainspotting. In thuisland het Verenigd Koninkrijk werd de 2e positie behaald in de UK Singles Chart. In Ierland werd de 5e positie bereikt, in Australië de 20e, Duitsland de 13e. In de Eurochart Hot 100 werd de 7e positie bereikt en in Italië werd zelfs de nummer 1-positie bereikt.
In Nederland werd de single destijds veel gedraaid op de landelijke radiozenders en werd een radiohit. De single bereikte de 28e positie in de Nederlandse Top 40 op Radio 538 en de 30e positie in de Mega Top 50 op Radio 3FM.
In België bereikte de single de 4e positie in zowel de Vlaamse Ultratop 50 als de Vlaamse Radio 2 Top 30. In Wallonië werd de 18e positie bereikt. 
De originele versie van het nummer heeft in 1995 nergens de hitlijsten behaald.
Sinds de editie van 2014 staat de single (albumversie) genoteerd in de jaarlijkse NPO Radio 2 Top 2000 van de Nederlandse publieke radiozender NPO Radio 2, met als hoogste notering een 318e positie in 2021.

## NPO Radio 2 Top 2000
| Nummer met noteringen in de NPO Radio 2 Top 2000 | '14 | '15 | '16 | '17 | '18 | '19 | '20 | '21 | '22 | '23 | '24 |
| ------------------------------------------------ | --- | --- | --- | --- | --- | --- | --- | --- | --- | --- | --- |
| Born Slippy                                      | 602 | 477 | 450 | 413 | 449 | 418 | 415 | 318 | 369 | 325 | 318 |

1. ↑  Een vetgedrukt getal geeft de hoogste notering aan.
2. ↑  2014 was het eerste jaar met een notering voor dit nummer.